# Сюй Мянь (стрибунка у воду)
Сюй Мянь (21 лютого 1987) — китайська стрибунка у воду.
Чемпіонка світу з водних видів спорту 2001 року в стрибках з десятиметрової вишки.